# KAJ
KAJ je hudební a komediální skupina z obce Vörå ve finské provincii Pohjanmaa. Skupina se pohybuje na finsko-švédské kulturní scéně a vystupuje především ve švédštině s texty v lokálním dialektu Vörå. Tvoří ji Kevin Holmström, Axel Åhman a Jakob Norrgård – jejich iniciály tvoří název skupiny. Trojice se věnuje několika žánrům, kam lze zařadit pop, rock, rap, disco nebo šlágr, jejich skladby často zahrnují prvky humoru a satiry.
V roce 2025 skupina s písní „Bara bada bastu“ vyhrála Melodifestivalen a následně reprezentovala Švédsko na Eurovision Song Contest 2025.

## Pozadí
Axel Åhman a Jakob Norrgård se poprvé setkali na fotbalu ve Vörå, kde se stali blízkými přáteli. Později Kevin Holmström poznal Axela, když se potkali na motokrosové trati v Röukas u Vörå, kde mu pomohl vytlačit motorku z lesa. Kevin a Jakob se potkali na školní diskotéce v Maxmo.
Trio později navštěvovalo stejnou školu, čímž upevnili své přátelství, a nakonec v roce 2009 založili KAJ.

## Muzikály a ocenění
Skupina produkovala dva muzikály v divadle Wasa ve městě Vaasa: Gambämark (2018) a Botnia Paradise (2021).
V roce 2015 získala skupina ocenění Honorable Ostrobothnians of the Year.

## Melodifestivalen a Eurovize 2025
V roce 2025 se trio zúčastnilo švédské soutěže Melodifestivalen s písní „Bara bada bastu“, se kterou se kvalifikovali přímo do finále. V tom nakonec zvítězili se 164 body, jako druhý se 157 body skončil vítěz Eurovize z roku 2015 Måns Zelmerlöw. Díky vítězství získali právo reprezentovat Švédsko na Eurovision Song Contest 2025. Země se tak v soutěži poprvé od roku 1998 představila se skladbou zpívanou ve švédštině, naposledy tento jazyk na Eurovizi zazněl v roce 2012, kdy Finsko reprezentovala finsko-švédská zpěvačka Pernilla Karlsson s písní „När jag blundar“. Před vystoupením se spekulovalo, že skupina bude nucena pozměnit určité části textu písně tak, aby vyhovoval pravidlům Eurovize (problematické bylo zejména používání finského výrazu perkele, česky ďábel). Při vystoupení skupiny v prvním semifinále Eurovize 13. května 2025 však byl text zpíván beze změn, včetně zmíněného výrazu.
Po vystoupení v prvním semifinále Eurovize 13. května 2025 postoupila skupina do velkého finále konaného 17. května, kde se umístila na čtvrtém místě (z 26 účastníků) s celkovým ziskem 321 bodů.

## Členové
Členové KAJ se narodili ve třech různých obcích, které se od té doby sloučily v jednu obec Vörå:
- Kevin Holmström (* 12. prosince 1993) – zpěv, kytara a další nástroje. Pochází z části Komossa v bývalé obci Oravais. Vystudoval zvukovou produkci a design pro film a televizi na Univerzitě aplikovaných věd Arcada. Jeho bratranci jsou běžec na lyžích Matias Strandvall a bývalý profesionální fotbalista Sebastian Strandvall.[16] Přezdívá se mu „Big Kev“, a to podle australského podnikatele, jelikož často vykřikuje „Jsem nadšený!“. Žije v Helsinkách se svou ženou.
- Axel Åhman (* 6. února 1993) – zpěv, baskytara, housle, saxofon, akordeon.[17] Pochází z Palvisu v bývalé obci Old Vörå. Je autorem povídek, knih pro děti a románů, od roku 2020 vydal čtyři díla. V roce 2017 se umístil na třetím místě v soutěži Arvid Mörne pro finsko-švédské autory.[18] Vystudoval žurnalistiku na Švédské škole sociálních věd při Helsinské univerzitě a pracoval jako novinář pro deník Vasabladet. Žije ve městě Vaasa se svou ženou.[19] Přezdívá se mu „pan International“.
- Jakob Norrgård (* 22. března 1993) – zpěv. Pochází z bývalé obce Maxmo. Vystudoval fotografii a střih pro film a televizi na Univerzitě aplikovaných věd Arcada. V roce 2017 působil jako rozhlasový moderátor ve finsko-švédském rádiu Yle X3M. Žije v Helsinkách se svou snoubenkou.[17][20] Přezdívá se mu „Schakob“.

## Diskografie

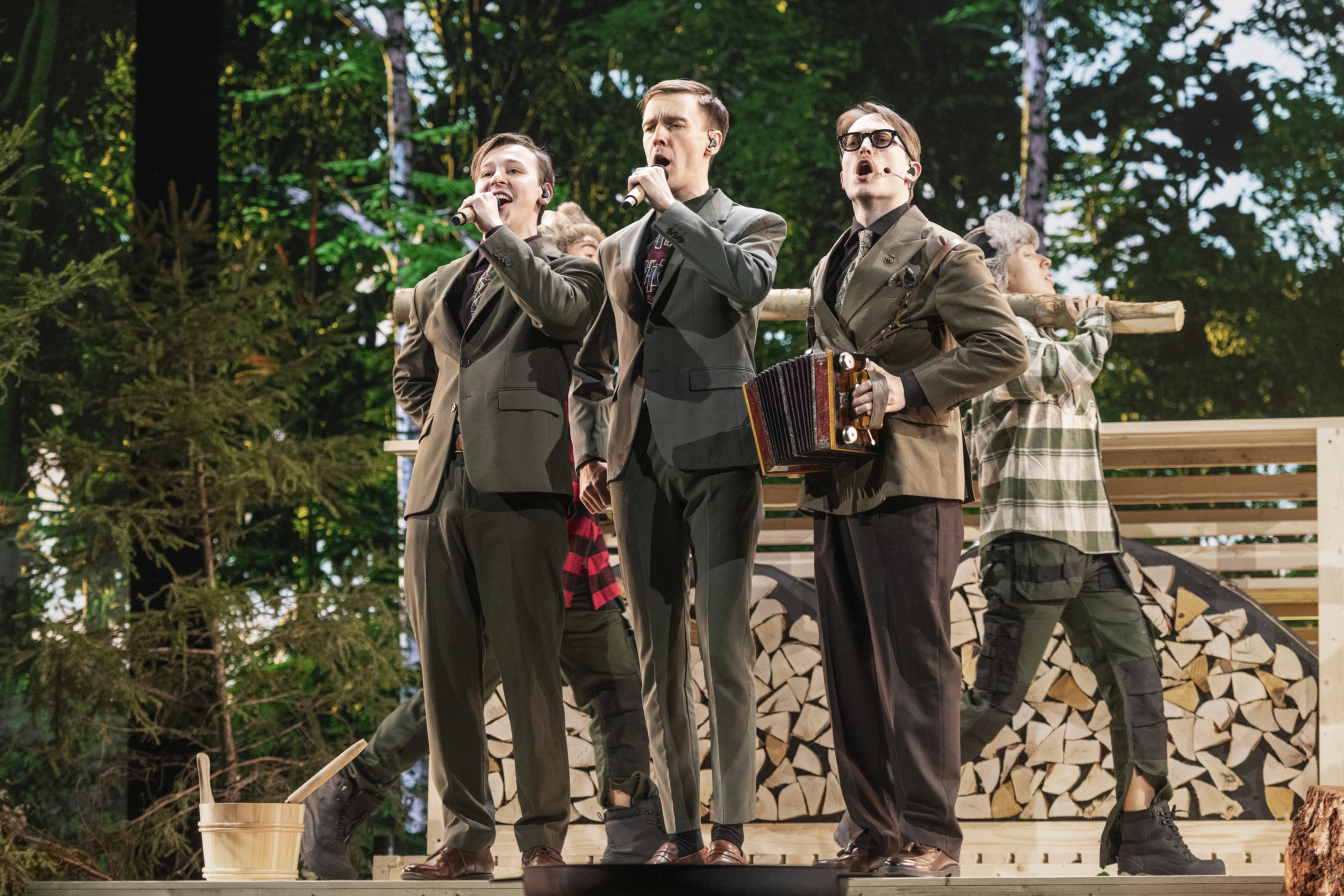
KAJ na Melodifestivalen 21. února 2025

### Alba
- 2012: Professionella pjasalappar
- 2014: Lokalproducerat pjas
- 2016: Kom ti byin
- 2018: Gambämark
- 2019: Born to Börn (jako Vörjeans)
- 2021: Botnia Paradise
- 2024: Karar i arbeit
- 2025: Sauna Collection (kompilace)

### Singly
- 2013: „Heimani i skick“
- 2014: „Jåo nåo e ja jåo YOLO ja nåo“
- 2015: „Pa to ta na kako?“
- 2015: „Taco hej“ (s Gu$ta)
- 2017: „Paavos Barkbrö“
- 2019: „Text-TV“
- 2019: „Vems pojk e do?“
- 2022: „Rejpelts Miss Valbor“
- 2022: „Håo Håo Vööbåo“
- 2024: „Firmans Man“
- 2024: „Dansgolv“
- 2025: „Bara bada bastu“